# Кавалеры ордена Святого Георгия III класса З
Кавалеры ордена Святого Георгия III класса на букву «З»
Список составлен по алфавиту персоналий. Приводятся фамилия, имя, отчество; звание на момент награждения; номер по спискам Григоровича — Степанова и Судравского; дата награждения. Лица, чьи имена точно идентифицировать не удалось, не викифицируются. Курсивом выделены кавалеры, получившие орден за службу в частях Восточного фронта Русской армии во время Гражданской войны.
- Заборовский, Иван Александрович, генерал-майор, № 45, 10 июля 1775
- Завойко, Василий Степанович, контр-адмирал, № 486, 1 декабря 1854
- Загряжский, Иван Александрович, генерал-майор, № 90, 19 февраля 1792
- Замятин, Александр Гаврилович (Замятнин), генерал-майор, № 6, 27 июля 1770
- Запольский, Андрей Васильевич, генерал-майор, № 156, 8 апреля 1807
- Зарин, Аполлинарий Александрович, капитан 1-го ранга, № 492, 6 июля 1855
- Засс, Андрей Павлович, генерал-лейтенант, № 203, 13 июня 1810
- Засядко, Александр Дмитриевич, полковник, № 328, 6 октября 1813
- Збиевский, Тимофей Иванович, генерал-майор, № 221, 23 августа 1811
- Зиневич, Бронислав Михайлович, генерал-майор, 22 июня 1919
- Золотницкий, Михаил Владимирович, полковник, № 197, 4 октября 1809
- Зорич, Максим Фёдорович, генерал-майор, № 33, 3 августа 1771
- Зубов, Валериан Александрович, генерал-майор, № 107, 15 сентября 1794
- Зубов, Николай Александрович, генерал-майор, № 104, 28 июня 1794
- Зыков, Сергей Петрович, полковник, 4 августа 1916